# Todtenweis
Todtenweis est une commune de Bavière (Allemagne) de 1 369 habitants, située dans l'arrondissement d'Aichach-Friedberg.
La commune a été fondée en 650 par le Bavarois Tato.
Depuis 2013, la ville abrite un musée d'histoire locale, la maison Gruin. Son but est de montrer les conditions de vie dans les petites fermes de la fin du 19e siècle.